# Крабозаводское
Крабозаводское (в 1947 — 2004 гг. носил название посёлок Крабозаводск) — село, расположенное на острове Шикотане (Малая Курильская гряда) в 75 км от Южно-Курильска. Согласно административно-территориальному делению России село расположено в Южно-Курильском городском округе Сахалинской области.

## История
По данным последнего тоёна курильских айнов Якова Сторожева, зафиксированным в начале 20 века японским учёным Коно Цунэкити, село основано на месте айнского часи (укрепления) с сухим рвом.
С 1855 года поселение относилось к японскому княжеству Мацумаэ, переименованному в 1869 году в губернаторство Хоккайдо.
Название села до 1947 года — Аннама. Переименовано было Указом Президиума Верховного Совета РСФСР от 15 октября 1947 года. Русское название дано по расположению в селе предприятия по переработке рыбы и морепродуктов, в том числе крабов.
В 1994 году село пострадало от Шикотанского землетрясения. На берега Крабовой бухты взлилась волна цунами с высотой заплеска 3,2—3,4 м. Из разрушенной емкости в бухту вылилось около 1000 тонн нефтепродуктов, усугубив социальную катастрофу экологической. После этого землетрясения численность жителей Южно-Курильского района снизилась наполовину. Люди не хотели вторично испытывать страх и лишения, причинённые землетрясением, и покидали острова.
После землетрясения рыбокомбинату «Островной», основному работодателю острова Шикотан, удалось запустить два из своих полуразрушенных заводов (№ 24 в Малокурильском и № 97 в Крабозаводском).
В 1999 году «Островной» разделили. Консервный завод № 97 в Крабозаводском приобрело ЗАО «Гидрострой», построившее в 2000 году современный цех по производству мороженой продукции. ЗАО «Крабозаводск» было выделено из состава «Гидростроя».
В 2019 году, в связи с началом очередного биоклиматического цикла — обильным заходом к берегам острова косяков иваси и сайры — в Крабозаводском построен новый рыбоперерабатывающий комплекс (3 новых завода) мощностью до 1000 тонн рыбы в сутки.

## География и транспорт
Находится на берегу Крабовой бухты на северо-западном побережье острова Шикотан, самого крупного острова Малой Курильской гряды Курильских островов. Соединено дорогой длиной 9 км с селом Малокурильское.
1 января 2016 года впервые в истории острова на нём начал свою работу общественный транспорт — автобус «с. Крабозаводское — с. Малокурильское». Маршрут обслуживается двумя автобусами ПАЗ, принадлежащими ООО «Шикотанский водоканал».

## Население
| 2002 | 2010 | 2021  |
| ---- | ---- | ----- |
| 1015 | ↘947 | ↗1515 |

По переписи 2002 года, население — 1015 человек (507 мужчин, 508 женщин). Преобладающая национальность — русские (69 %).